# سولت (فلم)
سولت (بالإنجليزية: Salt) هو فيلم حركة أُصدر في الولايات المتحدة سنة 2010. الفيلم من بطولة أنجلينا جولي وييف شرايبر.

## القصة
إيفلين سولت (أنجلينا جولى) عميلة سرية بوكالة المخابرات المركزية الأمريكية تحظى باحترام كبير من الجميع بما فيهم رئيسها تيد وينتر.
يفاجأ جميع العملاء بأحد الجواسيس الروسيين يسير وسط مكاتبهم ليقدم لهم معلومات هامة عن مخطط لاغتيال الرئيس الروسي أثناء زيارته القادمة لمدينة نيويورك لحضور جنازة نائب الرئيس الأمريكي الراحل.
ويصدم الجميع عندما يخبرهم بأن إيفلين سولت هي من ستقوم بالعملية، فتنطلق إيفلين وتهرب بسرعة وهي تشعر بالقلق على سلامة زوجها الذي لا تستطيع الاتصال به.
لكن رئيسها تيد وينتر يتمسك بثقته فيها ويرفض تصديق قصة الجاسوس بأنها خائنة أو عميلة مزدوجة على الرغم من تصرفاتها العديدة المثيرة للشكوك مؤخرًا.

## طاقم التمثيل
- أنجلينا جولي في دور إيفيلين سولت
- ييف شرايبر في دور وينتر
- شيواتال إيجيوفور في دور بيبودي
- أندريه بروير في دور وزير الدفاع
- أوجست ديل في دور مايكل كراوس
- كوري ستول في دور شنايدر
- غايوس تشارلز في دور ضابط السي آي إيه

## الميزانية والإيرادات
بلغت تكلفة إنتاج الفيلم حوالي 110 مليون دولار بينما حقق أرباحا تقدر بـ 301,506,454 دولار عالميًا.

## وصلات خارجية
- سولت على موقع IMDb (الإنجليزية)
- سولت على موقع ميتاكريتيك (الإنجليزية)
- سولت على موقع الموسوعة البريطانية (الإنجليزية)
- سولت على موقع روتن توميتوز (الإنجليزية)
- سولت على موقع نتفليكس (الإنجليزية)
- سولت على موقع قاعدة بيانات الأفلام العربية
- سولت على موقع ألو سيني (الفرنسية)
- سولت على موقع Turner Classic Movies (الإنجليزية)
- سولت على موقع أول موفي (الإنجليزية)
- سولت على موقع بوكس أوفيس موجو (الإنجليزية)

1. ↑  وصلة مرجع: http://www.allocine.fr/film/fichefilm_gen_cfilm=130203.html. الوصول: 9 أبريل 2016.
2. ↑  وصلة مرجع: http://www.imdb.com/title/tt0944835/. الوصول: 9 أبريل 2016.
3. ↑  وصلة مرجع: http://www.adorocinema.com/filmes/filme-130203/. الوصول: 9 أبريل 2016.